# Studentencomplex Cambridgelaan
Het studentencomplex aan de Cambridgelaan, is de eerste opgeleverde mogelijkheid tot studentenhuisvesting op het Utrechtse universiteitsterrein De Uithof, en omvat 1002 studentenkamers.
Opdrachtgever tot de bouw was de SSHU in samenwerking met BO-EX. Verantwoordelijk voor het ontwerp is Ir. Rudy Uytenhaak Architectenbureau BV. De aanvang van de bouw was in 1997. De bouwperiode heeft twee jaar in beslag genomen. De oplevering vond in twee delen plaats, het laagbouw gedeelte in 1998, het hoogbouw gedeelte een jaar later in april 1999.

## Naamgeving
Het Studentencomplex Cambridgelaan, ook wel gewoon 'Cambridgelaan', dankt haar naam aan de vestiging aan de Cambridgelaan (genoemd naar universiteitsstad Cambridge in Engeland). Daarnaast heeft het enige bijnamen, zo werd het vanuit de universiteit ook wel 'Het Dorp' genoemd (of onderling simpelweg 'De CB').

## Het ontwerp
Aan de mogelijkheid voor studentenhuisvesting op het universiteitsterrein zijn verschillende studies voorafgegaan. Met de realisatie van dit studentencomplex zette men de eerste stap tot daadwerkelijke bewoning op De Uithof.

### Gerealiseerd ontwerp
De woningen zijn geplaatst op een perceel van ongeveer één hectare. Omdat men in het ontwerp ook groen wilde realiseren was het noodzakelijk om in de hoogte te bouwen. Dit heeft 30.060 m2 aan woonoppervlak opgeleverd. Ook heeft dit geresulteerd in een bijzondere architectuur waarin hoogbouw verbonden wordt door een overbrugging waarin zich ook studentenkamers bevinden. Verder is er voornamelijk gebruikgemaakt van strakke rechte lijnen.

### Verdeling woontypen
De studentenwoningen zijn verdeeld over 2 hoogbouwflats met 16 verdiepingen die middels bruggen met elkaar verbonden zijn, en 10 laagbouwflats met 4 en 5 verdiepingen.

#### De Cambridgebar
Wanneer gekeken wordt naar de architectuur van het Studentencomplex Cambridgelaan is het gebouw waar de "Cambridgebar" zich in bevindt opvallend omdat hier de rechtlijnigheid van het ontwerp breekt. Omdat er in eerste instantie geen rekening was gehouden met studentenhuisvesting op De Uithof waren de voorzieningen hier niet op berekend. Zeker toen op 1 april 1999 de ‘Uithof Inn’ verdween, evenals iets later een koffiecorner die moest wijken voor een boekhandel, bevond het voorzieningenniveau op De Uithof zich voor deze bewoners op een laag peil. De nieuwe bewoners hadden behoefte aan dergelijke voorzieningen en daarom werd de algemene gebruiksruimte van het complex, die in eerste instantie toegezegd was als zijnde kantoor voor Woonbestuur Cambridgelaan (de huurdersvertegenwoordiging van Studentencomplex Cambridgelaan) zodanig verdeeld dat deze de vestiging van de Cambridgebar hier mogelijk maakte. Het is een niet-commerciële bar, beheerd door vrijwilligers, die dienstdoet als ontmoetingsplek voor de bewoners.

### Achterliggende waarden ontwerp
De opzet van De Uithof als universiteitsterrein had aanvankelijk geen rekening gehouden met bewoning door studenten. Achtereenvolgens heeft de maatschappelijke mening enkele perioden doorgemaakt waarin men de mening toegedaan was dat De Uithof ingericht moest worden in een Campuscultuur - zoals men die in de Verenigde Staten treft - gevolgd door verwerping van deze ideeën voor een Utrechtse Campus. Al met al werd gedurende deze perioden niet overgegaan tot studentenhuisvesting.
Toen er besloten werd om studenten op de Uithof te huisvesten heeft dit plaatsgevonden volgens een concept zoals bedacht door Rem Koolhaas en Art Zaaier, die verantwoordelijk waren voor onder andere de bouw van het Educatorium op De Uithof. Dit plan werd als Uithof-1 getypeerd met een zeer compact bebouwingsmodel. In dit plan was een contrastwerking tussen de landelijke omgeving tegenover de bebouwing op De Uithof opgenomen. Dit verklaart mede de voorkeur voor de toegepaste hoogbouw in het Studentencomplex Cambridgelaan.
Later zijn dezelfde ideeën gebruikt bij de bouw van De Bisschoppen en van Casa Confetti.